# San Francisco de Horta (El Alacrán)
San Francisco de Horta är en ort i Mexiko.   Den ligger i kommunen Abasolo och delstaten Guanajuato, i den centrala delen av landet, 280 km nordväst om huvudstaden Mexico City. San Francisco de Horta ligger 1 695 meter över havet och antalet invånare är 585.
Terrängen runt San Francisco de Horta är en högslätt. Runt San Francisco de Horta är det ganska tätbefolkat, med 108 invånare per kvadratkilometer. Närmaste större samhälle är Abasolo, 14,2 km söder om San Francisco de Horta. Trakten runt San Francisco de Horta består till största delen av jordbruksmark.